# Дженола (город, Миннесота)
Дженола (англ. Genola) — город в округе Моррисон, штат Миннесота, США. На площади 0,8 км² (0,8 км² — суша, водоёмов нет), согласно переписи 2002 года, проживают 71 человек. Плотность населения составляет 86,2 чел./км².
- Телефонный код города — 320
- Почтовый индекс — 56364
- FIPS-код города — 27-23444[1]
- GNIS-идентификатор — 0644071[2]